# Антлерс (Оклахома)
Антлерс (енгл. Antlers) град је у америчкој савезној држави Оклахома.

## Демографија
По попису из 2010. године број становника је 2.453, што је 99 (-3,9%) становника мање него 2000. године.
| Група             | 2000.         | 2010.         |
| Белци             | 1.976 (77,4%) | 1.785 (72,8%) |
| Афроамериканци    | 47 (1,8%)     | 21 (0,9%)     |
| Азијати           | 2 (0,1%)      | 4 (0,2%)      |
| Хиспаноамериканци | 45 (1,8%)     | 96 (3,9%)     |
| Укупно            | 2.552         | 2.453         |